# Krivany
Krivany (Hongaars: Krivány) is een Slowaakse gemeente in de regio Prešov, en maakt deel uit van het district Sabinov.
Krivany telt 1.167 inwoners.